# Chottahalli, Shrirangapattana
Chottahalli là một làng thuộc tehsil Shrirangapattana, huyện Mandya, bang Karnataka, Ấn Độ.